# Man Down
Man Down je píseň barbadoské zpěvačky Rihanny, která byla natočena pro její páté studiové album Loud. Píseň byla hudebním kritiky přijata pozitivně. Recenzentka časopisu NME Emily Mackay nazvala song karibskou hymnou.  James Skinner z BBC také ocenil karibskou náladu i silné barbadoské nářečí, kterým zpěvačka v písni zpívá.  Slant Magazine Man Down označil dokonce za nejlepší počin celého alba, ocenil zpěvaččin jistý pěvecký výkon i reggae melodii. 

## Videoklip
Klip k písni Man Down se natáčel v dubnu 2011 na Jamajce. . Režie se chopil Anthony Mandler, se kterým zpěvačka už v minulosti spolupracovala. Ve videu Rihanna zastřelí muže, který se na ní dopustil sexuálního násilí.  Rodičovská televizní rada proti videu tvrdě protestovala a poukazovala na chladnokrevnost s jakou zpěvačka v klipu zabíjí.  Nicméně klip zakázán nebyl, protože podle nezávislého mediálního institutu klip lze pojmout dvojím metrem, a poukázal i na další videoklipy, které v poslední době nezakázal. Mezi nimi byla i další Rihannina píseň Love The Way You Lie, kde se řeší domácí násilí. 

## Hitparáda
| Země                 | Umístění |
| -------------------- | -------- |
| Kanada               | 63       |
| Česko                | 19       |
| Švédsko              | 35       |
| Polsko               | 4        |
| Francie              | 1        |
| Velká Británie       | 54       |
| USA                  | 59       |
| Slovensko            | 37       |
| Švýcarsko            | 9        |
| Švýcarsko (Romandie) | 1        |